# Rafael Rangel Sostmann
Rafael Rangel Sostmann (nacido el 14 de agosto de 1941 en Parral, Chihuahua) es un académico mexicano que, de 1985 a 2011, ejerció como rector del Instituto Tecnológico y de Estudios Superiores de Monterrey (ITESM), una de las universidades privadas más grandes de América Latina. Durante su gestión de veintiséis años —la más larga en la historia de dicha universidad— se crearon 34 incubadoras de negocios, 14 parques tecnológicos, el programa de educación en línea, la Universidad Tec Milenio y 1 700 Centros Comunitarios de Aprendizaje, los cuales ofrecen programas educativos y de desarrollo en comunidades remotas.
Como reconocimiento a su trayectoria académica, recibió la Medalla de Oro del Instituto de Empresa (2006), la Real Orden de Isabel la Católica de España en grado de Encomienda (2011) y el grado de doctor honoris causa de las universidades Carnegie-Mellon (2011), Georgetown (2008), Columbia Británica (2003), Estatal de Arizona (2004) e Internacional de Florida. Asimismo, fue designado miembro del Consejo General de Investigación Científica y Desarrollo Tecnológico de la Presidencia de la República por el presidente de México, Felipe Calderón.
Respecto a sus actividades ajenas a la academia, ha sido miembro del consejo del Instituto del Banco Mundial, de la cementera mexicana Cemex y del comité técnico del Fondo Mexicano del Petróleo para la Estabilización y el Desarrollo (2014-2015).
Rangel Sotsmann, renunció el 21 de junio de 2010, al cargo de rector que sostenía en dicha institución educativa, después de permanecer años en el puesto. Aclarando que dicha renuncia y decisión se tomó un año antes y no fue debido a las confusiones y presiones mediáticas por el asesinato de los estudiantes matriculados Javier Francisco Arredondo Verdugo y Jorge Antonio Mercado Alonso en el exterior del Campus con sede en Monterrey.
El académico, quien el día de los hechos (19 de marzo de 2010), tuvo que responder públicamente por la institución, y expresar unas disculpas publica. https://www.proceso.com.mx/105318/renuncia-rangel-sostmann-al-tec-de-monterrey